# Polymorfe lichteruptie
Polymorfe lichteruptie (afgekort: PMLE) is de officiële benaming voor een vorm van lichtallergie. Een andere benaming is chronische polymorfe lichtdermatose CPLD.
PMLE is een niet-zeldzame vorm van overgevoeligheid voor lichtstralen, meestal in de vorm van sterk jeukende rode bultjes en later kleine blaasjes. Voorkeurslocaties zijn handruggen, ellebogen en de wreef van de voet. Sommige mensen hebben er vooral in de lente of in de zomer last van; bij anderen kan het altijd optreden bij blootstelling aan (zon)licht. De klachten beginnen meestal zo'n 6-8 uur na blootstelling aan de zon.
PMLE komt net zo vaak voor bij mannen als bij vrouwen en komt vaker voor bij mensen met een licht huidtype, maar kan ontstaan bij mensen van ieder huidtype.
In 1798 bracht Robert Willian de aandoening voor het eerst ter sprake. PMLE komt door een overgevoeligheid voor uv-licht. Het wordt onderverdeeld in UVA en UVB. Ultraviolette straling zorgt ervoor dat iemands huid donkerder kleurt als deze wordt blootgesteld aan het zonlicht. Het kan ook zorgen voor de verbranding van de huid. Dit zijn de normale huidreacties op ultraviolette straling. Bij PMLE is er echter sprake van afwijkende reacties. Het UVA-licht wordt tegenwoordig gezien als de belangrijkste oorzaak van de aandoening. Waarom PMLE precies ontstaat is niet bekend. De aandoening kan zich op iedere leeftijd ontwikkelen, maar begint meestal op jong-volwassen leeftijd.
Het kan voorkomen worden door je in te smeren met een zonnebrandcrème of een zonnebrandmiddel met een hoge beschermingsfactor. Het kan ook enigszins worden behandeld met bepaalde medicijnen, of door een gewenningskuur in het voorjaar met lichttherapie.
In ernstige gevallen dragen mensen met deze ziekte meestal een bepaalde beschermende kleding die het UVA-licht blokkeert, binnenshuis worden vaak speciale aanpassingen gemaakt aangezien UVA-licht door glas heen komt. Sommige mensen kiezen er ook voor om hun dag- en nachtritme om te gooien waardoor ze geen of sterk verminderd last hebben.